# Oligosita rizicola
Oligosita rizicola is een vliesvleugelig insect uit de familie Trichogrammatidae. De wetenschappelijke naam is voor het eerst geldig gepubliceerd in 1956 door Risbec.